# Michael Magalon
Michael Magalon (24 de agosto de 1975) es un bajista, guitarrista y compositor belga de jazz que actualmente reside en Inglaterra.

## Biografía
Comenzó tocando la guitarra clásica a los 12 años. A los 18 años, compuso la música para la obra de teatro ‘Couleur de Femmes’ by Jacques Henrard , adaptada por Marc Gooris Archivado el 23 de octubre de 2012 en Wayback Machine. (1993)..
Tras varias experiencias en grupos distintos, estudió en el Jazz Studio en Amberes. Después dejó a un lado la guitarra por el bajo, influenciado por el grupo de Jazz Moderno Aka Moon y el bajista Michel Hatzigeorgiou.
Durante su carrera, ha trabajado con algunos de los músicos líderes del panorama de jazz Belga, como Jeroen Van Herzeele, Bart Defoort, Stephane Mercier, así como con músicos importantes de la escena internacional del rock y funk, como Rudy Lenners (Scorpions), Rudy Trouvé (dEUS, Kiss My Jazz, Dead Man Ray), Nick Van Gelder (Jamiroquai, Brand New Heavies).
En 2007 actuó en el MIDEM de Cannesen Francia con su trío sin batería formado porStephane Mercier al saxo, y Georges Hermans al piano.
Detuvo su carrera musical hace 2 años para vivir el otro lado del mundo de la música, trabajando como mánager para uno de los mejores club/discoteca de rock y música alternativa del sur de Inglaterra (the Engine Room Club). Organizando actuaciones en dicho lugar para grupos como The Germs (de la escena Punk de California), Hed PE, The Addicts, inMe, Discharge, Acid Mother Temple, Death Angel y tantos otros grupos bien conocidos.